# Brian Cushing
Brian Cushing (Park Ridge, 24 gennaio 1987) è un ex giocatore di football americano statunitense che ha militato nel ruolo di inside linebacker per gli Houston Texans della National Football League (NFL). Fu scelto nel corso del primo giro (15º assoluto) del draft NFL 2009. Al college giocò a football a USC.

## Carriera universitaria

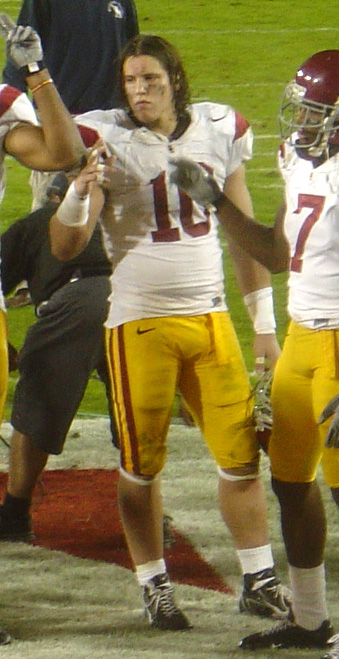
Cushing nel 2006 con la maglia dei Trojans.

Cushing frequentò la University of Southern California dove giocò per la squadra di football football dei Trojans dal 2005 al 2008 sotto la direzione del capo-allenatore Pete Carroll.
Cushing ritornò un fallito tentativo di onside kick tentato da Notre Dame al Los Angeles Memorial Coliseum in touchdown nel finale del quarto periodo della gara del 25 novembre 2006.
Il 1º gennaio 2007, Cushing fu nominato MVP difensivo del Rose Bowl, dopo aver messo a segno 2½ sack e forzato un fumble nel quarto periodo che contribuì a far girare l'inerzia della partita verso i Trojans.
Cushing fu inserito nel Second-Team All-American dall'Associated Press nella sua ultima stagione malgrado statistiche non di primo livello  (73 tackle, 10,5 tackle for loss e 3 sack.). Gli osservatori della NFL non furono stupiti dalle statistiche del giocatore, ma dalla sua versatilità. Cushing era abbastanza veloce per giocare come inside e outside linebacker e abbastanza grosso e forte per giocare come defensive end, venendo indicato per come il giocatore più versatile del draft.
Cushing fu uno dei dodici giocatori all'ultimo anno di USC, inclusi altri tre linebacker come Kaluka Maiava, Clay Matthews e Rey Maualuga, ad essere invitato alla NFL Scouting Combine del 2009. Inoltre partecipò al Senior Bowl del 2009 con Maualuga, Matthews, Patrick Turner e altri. Sempre in compagnia dei linebacker di USC Maualuga e Matthews, comparve sulla copertina del numero di Sports Illustrated di presentazione del Draft 2009, con tutti e tre i giocatori indicati come potenziali scelte del primo giro.
Riconoscimenti vinti:
- MVP difensivo del Rose Bowl - 2007
- First-Team All-American - 2008

## Carriera professionistica

### Houston Texans

#### 2009
Cushing fu selezionato come 15ª scelta assoluta nel Draft 2009 dagli Houston Texans. Debuttò nella NFL il 13 settembre 2009 contro i New York Jets indossando la maglia numero 56. I suoi primi punti li segnò il 1 ottobre 2009 quando fece registrare una safety contro gli Oakland Raiders. Fu la prima safety fatta registrare da un giocatore dei Texans dalla stagione 2002.
Cushing fu nominato miglior difensore della AFC della settimana nel sesto turno della stagione, il primo rookie a vincere tale onore in quell'annata. Due settimane dopo rivinse lo stesso primo, diventando il primo rookie della storia dei Texans a vincerlo due volte nella stessa stagione. Cushing fu anche nominato miglior rookie difensivo del mese di novembre.
Cushing terminò la sua stagione guidando, alla pari con Ray Lewis, la AFC con 133 tackle, cui aggiunse 4 sack, 10 passaggi deviati, 4 intercetti e 2 fumble forzati. Fu convocato come titolare per il Pro Bowl 2010, uno dei soli tre rookie, assieme all'ex compagno a USC Clay Matthews. Il 5 gennaio 2010, Cushing fu nominato difensore rookie dell'anno, il secondo giocatore della storia dei Texans dopo DeMeco Ryans nel 2006.

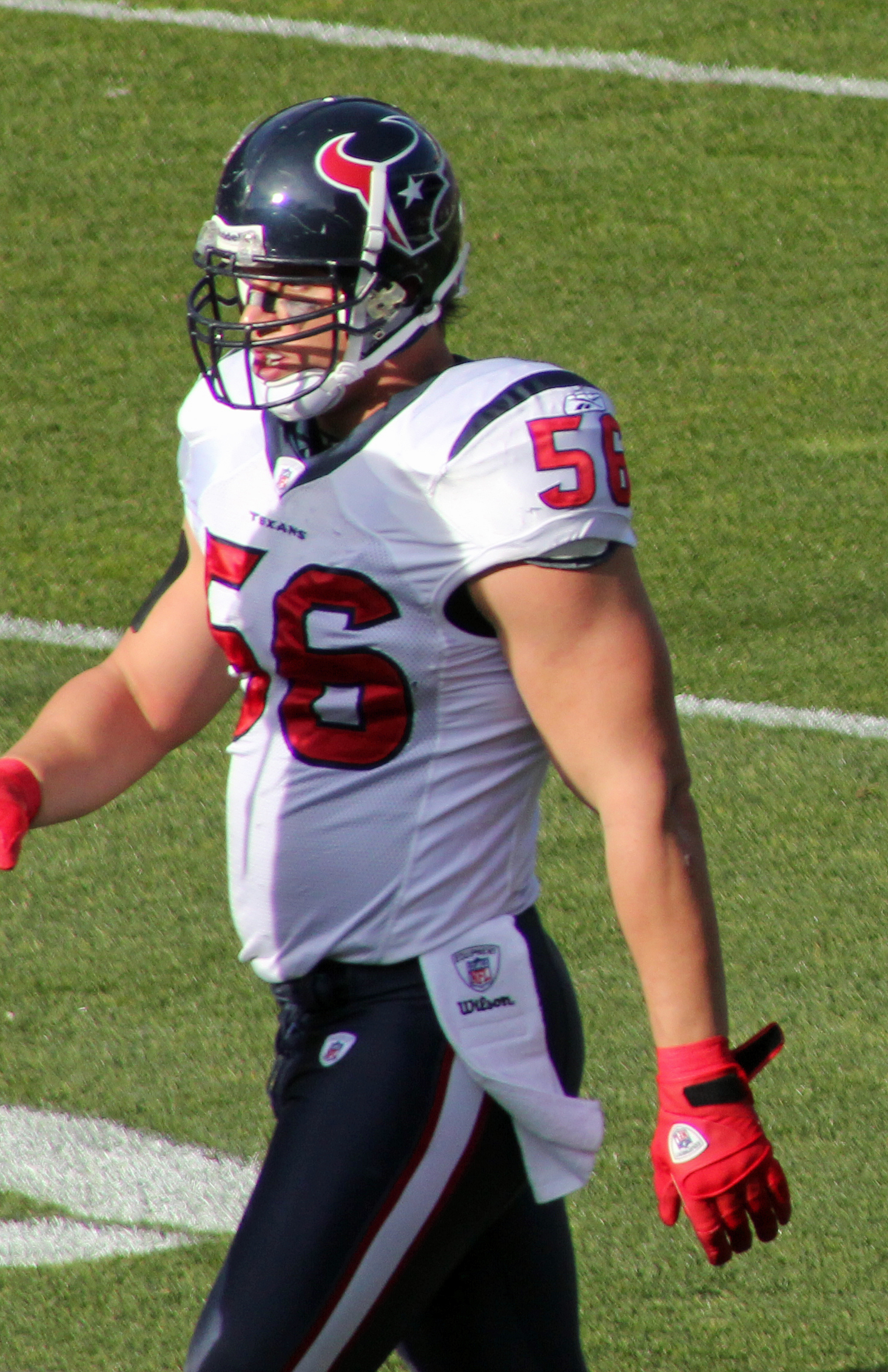
Cushing nel 2010.

#### 2010
Il 7 maggio 2010, il giocatore fu sospeso per le prime quattro partite della stagione regolare 2010 per essere risultato positivo nel settembre 2009 delle sostanze proibite, perdendo una parte del suo bonus contrattuale, malgrado abbia sempre negato di aver assunto l'ormone incriminato. Nelle dodici gare della stagione 2010 che disputò mise a segno 76 tackle, 1,5 sacks, 4 passaggi deviati e un fumble forzato.

#### 2011
Nella stagione 2011 terminò la stagione con 114 tackle, 4 sack, 5 passaggi deviati, 2 intercetti e 2 fumble forzati. Venne votato come miglior giocatore dei Texans che, con un record di 10-6, si qualificarono per la prima volta nella loro storia, vincendo la AFC South division. Nel primo turno la squadra eliminò i Cincinnati Bengals ma fu eliminata nel successivo dai Baltimore Ravens. A fine stagione, Cushing fu votato al 54º posto nella NFL Top 100, l'annuale classifica dei migliori cento giocatori della stagione.

#### 2012
Durante la quinta settimana della stagione 2012 contro i New York Jets, Cushing si infortunò a un ginocchio, perdendo tutto il resto della stagione. Mentre il giocatore si trovava ancora con la squadra, i Texans vinsero tutte le prime cinque partite, mentre senza di lui ebbero un record parziale di 7-4.

#### 2013
Il 3 settembre 2013, Cushing firmò coi Texas un prolungamento contrattuale della durata di cinque anni per un valore massimo di 55,643 milioni di dollari, 21 milioni dei quali garantiti. Nella prima gara della stagione, i Texans rimontarono uno svantaggio di 21 punti alla metà del terzo quarto sui San Diego Chargers a cui Cushing contribuì con un intercetto su Philip Rivers a nove minuti e venti secondi dal termine, ritornandolo per 18 yard in touchdown e impattando la partita.  Un'altra prova notevole la disputò la settimana successiva, nella vittoria ai supplementari contro i Titans, in cui mise a segno 2 sack e guidò la squadra con 11 tackle. Il 20 ottobre 2013, in una gara contro Kansas City, Cushing si ruppe un tendine a causa di un blocco del running back Jamaal Charles nel terzo quarto, perdendo nuovamente tutto il resto della stagione.

#### 2014
Cushing e i Texans partirono bene nella stagione 2014: nelle prime quattro gare, la squadra ne vinse tre e il giocatore mise a segno 37 tackle, inclusi 17 nella gara contro i New York Giants, che pareggiarono il record di franchigia. La sua annata si chiuse con 72 placcaggi, un sack e un fumble forzato in 14 presenze, tutte come titolare. I Texans tornarono ad avere un record positivo (9-7) ma per un soffio non centrarono il ritorno ai playoff.

#### 2015
Nel 2015, Cushing riuscì per la prima volta a disputare tutte le 16 partite dal 2011, terminando la stagione regolare con 110 tackle. Houston vinse la propria division e tornò ai playoff per la prima volta dal 2012. Nella gara del turno delle wild card dei playoff contro i Chiefs, guidò i suoi con 13 tackle e un intercetto, non riuscendo però ad evitare la sconfitta per 30-0.

#### 2017
Il 13 settembre 2017 Cushing fu sospeso per dieci partite dopo essere risultato nuovamente positivo a un test antidoping.

## Palmarès
- Convocazioni al Pro Bowl: 1

2009
- Second-team All-Pro: 2

2009, 2011
- Rookie difensivo dell'anno

2009
- PFWA All-Rookie Team - 2009

- Miglior difensore del mese della AFC: 1

novembre 2009
- Miglior difensore della settimana della AFC: 2

6ª e 8ª del 2009
- Miglior difensore rookie del mese della AFC: 2

novembre e dicembre 2009

## Statistiche
| Partite totali      | 70   |
| Partite da titolare | 70   |
| Tackle              | 473  |
| Sack                | 12,0 |
| Intercetti          | 8    |
| Fumble forzati      | 8    |

Statistiche aggiornate alla stagione 2014